# Лопес, Давид Жуниор
Давид Жуниор Лопес (порт. David Júnior Lopes; родился 19 июля 1982 года, Маринга, Бразилия) — бразильский футболист, защитник.

## Карьера
Воспитанник клуба «Атлетико Паранаэнсе», в системе которого находился в 2000—2003 годах. В 2003 году уехал в португальский «Порту», но не сыграв ни одного матча за основную команду, вернулся в Бразилию. В 2004 году перешёл в хорватский клуб «Осиек». Выступая за хорватский клуб, привлёк внимание скаутов самарских «Крыльев Советов», но реального предложения по трансферу не состоялось. В 2008 году перешёл в «Терек», подписав контракт на 2 года. 22 марта того же года в матче против раменского «Сатурна» дебютировал в чемпионате России. Но не смог закрепиться в основном составе команды и в январе 2009 года был выставлен на трансфер. В 2009 году в статусе свободного агента перешёл в испанский клуб «Кордова», но сыграв за испанскую команду один сезон, перешёл в румынский клуб «Университатя Крайова 1948». В 2011—2012 годах выступал за клубы MLS.

## Достижения
«Лос-Анджелес Гэлакси»
- MLS — 2012